# Suillia crinipes
Suillia crinipes är en tvåvingeart som beskrevs av Leander Czerny 1935. Suillia crinipes ingår i släktet Suillia och familjen myllflugor. Inga underarter finns listade i Catalogue of Life.